# Presidio
Presidio – amerykański kryminał z 1988 roku.

## Opis fabuły
Jay Austin, policjant z San Francisco prowadzi dochodzenie w sprawie morderstwa kobiety-żandarma w bazie wojskowej Presidio. Zamordowana była partnerką Austina w czasie jego służby wojskowej. Jego partnerem w śledztwie jest dowódca bazy, ppłk Caldwell, z którym się dawniej poróżnił. Obaj muszą przezwyciężyć dawne animozje, ale to nie będzie łatwe.

## Obsada
- Sean Connery – podpułkownik Alan Caldwell
- Mark Harmon – Jay Austin
- Meg Ryan – Donna Caldwell
- Jack Warden – sierżant Ross Maclure
- Mark Blum – Arthur Peale
- Dana Gladstone – pułkownik Paul Lawrence
- Jenette Goldstein – Patti Jean Lynch
- Marvin J. McIntyre – żandarm Zeke
- Don Calfa – Howard Buckely
- John DiSanti – detektyw Marvin Powell
- Robert Lesser – sierżant Mueller
- James Hooks Reynolds – George Spota
- Curtis W. Sims – sierżant Garfield